# ГЕС Бочаць
ГЕС Бочаць — гідроелектростанція в центральній частині Боснії і Герцеговини. Становить нижній ступінь у каскаді на Врбасі, знаходячись після ГЕС Яйце II. Названа на честь найближчого населеного пункту — села Бочаць.
Для спорудження станції річку перекрили арковою бетонною греблею висотою 66 метрів, яка утворила водосховище із корисним об'ємом 43 млн м3. Машинний зал обладнаний двома турбінами типу Френсіс одиничною потужністю 55 МВт, які при максимальному напорі у 54 метри забезпечують виробництво 0,3 млрд кВт·год на рік.